# Kacper Piorun
Kacper Piorun est un joueur et un problémiste d'échecs polonais né le 24 novembre 1991 à Lowicz.
Au 1er mai 2016, Kacper Piorun est le numéro deux polonais et le 60e joueur mondial avec un classement Elo de 2 681.

## Biographie et carrière
Grand maître international  depuis 2012, il a également le titre de grand maître international de résolution de problèmes d'échecs depuis 2011 et a remporté le championnat du monde de résolution de problèmes à six reprises (en 2011, 2014, 2015, 2016, 2017 et 2024).
Kacper Piorun remporta la médaille de bronze au championnat du monde d'échecs de la jeunesse (moins de dix-huit ans) en 2009, puis le mémorial Rubinstein en 2010 et le championnat de Pologne de blitz en 2013. Il finit deuxième du championnat de Pologne en 2016 et remporte le tire national en 2017, puis à nouveau en 2020.
Il se qualifia pour les coupes du monde de 2017 et 2019 et fut éliminé à chaque fois au premier tour.
Lors de la Coupe du monde d'échecs 2021, il bat le Russe Rudik Makarian au premier tour, l'Autrichien Markus Ragger au deuxième tour, le Néerlandais Jorden van Foreest au troisième tour et l'Ouzbek Javokhir Sindarov au quatrième tour. Il est battu au cinquième tour (huitième de finale par le Français Étienne Bacrot.
| Année | Lieu            | Résultat                            | Ultime adversaire   | Adversaires battus                                                   |
| ----- | --------------- | ----------------------------------- | ------------------- | -------------------------------------------------------------------- |
| 2017  | Tbilissi        | premier tour                        | Hou Yifan           |                                                                      |
| 2019  | Khanty-Mansiïsk | premier tour                        | Nidjat Abassov      |                                                                      |
| 2021  | Sotchi          | cinquième tour (huitième de finale) | Étienne Bacrot      | Rudik Makarian, Markus Ragger, Jorden van Foreest, Javokhir Sindarov |
| 2023  | Bakou           | premier tour                        | Pablo Ismael Acosta |                                                                      |

## Compétitions par équipes
Kacper Piorun a représenté la Pologne lors du championnat d'Europe par équipes en 2013 et en 2017, remportant la médaille de bronze individuelle au troisième échiquier en 2017. 
En 2017, lors du championnat du monde d'échecs par équipes, il remporte la médaille de bronze par équipes avec la Pologne et la médaille de bronze individuelle au troisième échiquier.